# Iglesia de San Andrés (Anguiano)
La iglesia de San Andrés es una iglesia situada en Anguiano (La Rioja, España). Junto con la iglesia de San Pedro de Cuevas, la ermita de Santa María Magdalena y el monasterio de Valvanera compone el patrimonio eclesiástico de Anguiano.

## Descripción general

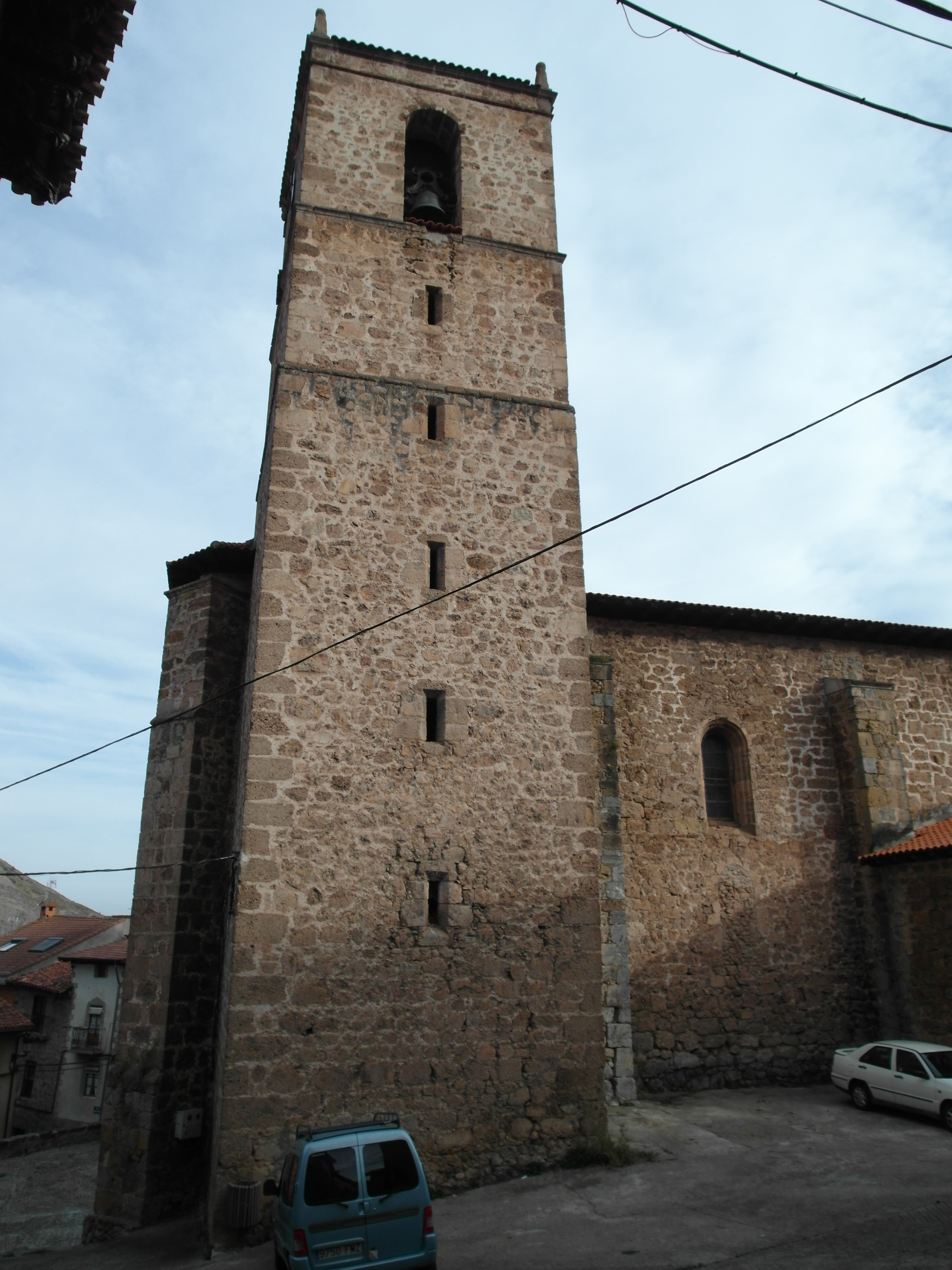
Una de las ventanas góticas de la nave.

Situada en el Barrio de Mediavilla, es un edificio construido en sillarejo y mampostería, con tres naves de tres tramos a igual altura y cabecera ochavada de tres paños, cubierta con crucerías estrelladas con combados sobre arcos apuntados que apean en ménsulas y pilastras redondas con cornisa, exentas y adosadas, y pilas toscanas adosadas.
La sacristía, al sur de la cabecera, consta de dos tramos cubiertos con crucería. A los lados del primer tramo, capillas bajas con ingreso de medio punto cuebiertas con aristas, teniendo la del lado del Evangelio una pequeña sacristía.
La torre está al sur, a los pies, con tres cuerpos cuadrados en sillarejo y mampostería. Portada a los pies en arco triunfal con ingreso de medio punto, clasicista.
El estilo general es de un edificio construido a mediados del siglo XVI, y terminado en el XVII. En 1546 probablemente estaba encargado de su construcción Juan Pérez de Solarte. En 1610 y 1613 se contrataba con Juan de Mendieta la terminación de las últimas capillas, coro alto y torre. Hacia 1658 se amplía la sacristía, interviniendo Juan Díez y Martín de Haza. La capilla del lado del Evangelio construida hacia 1638. La de la Epístola hacia 1603.

## Partes y elementos

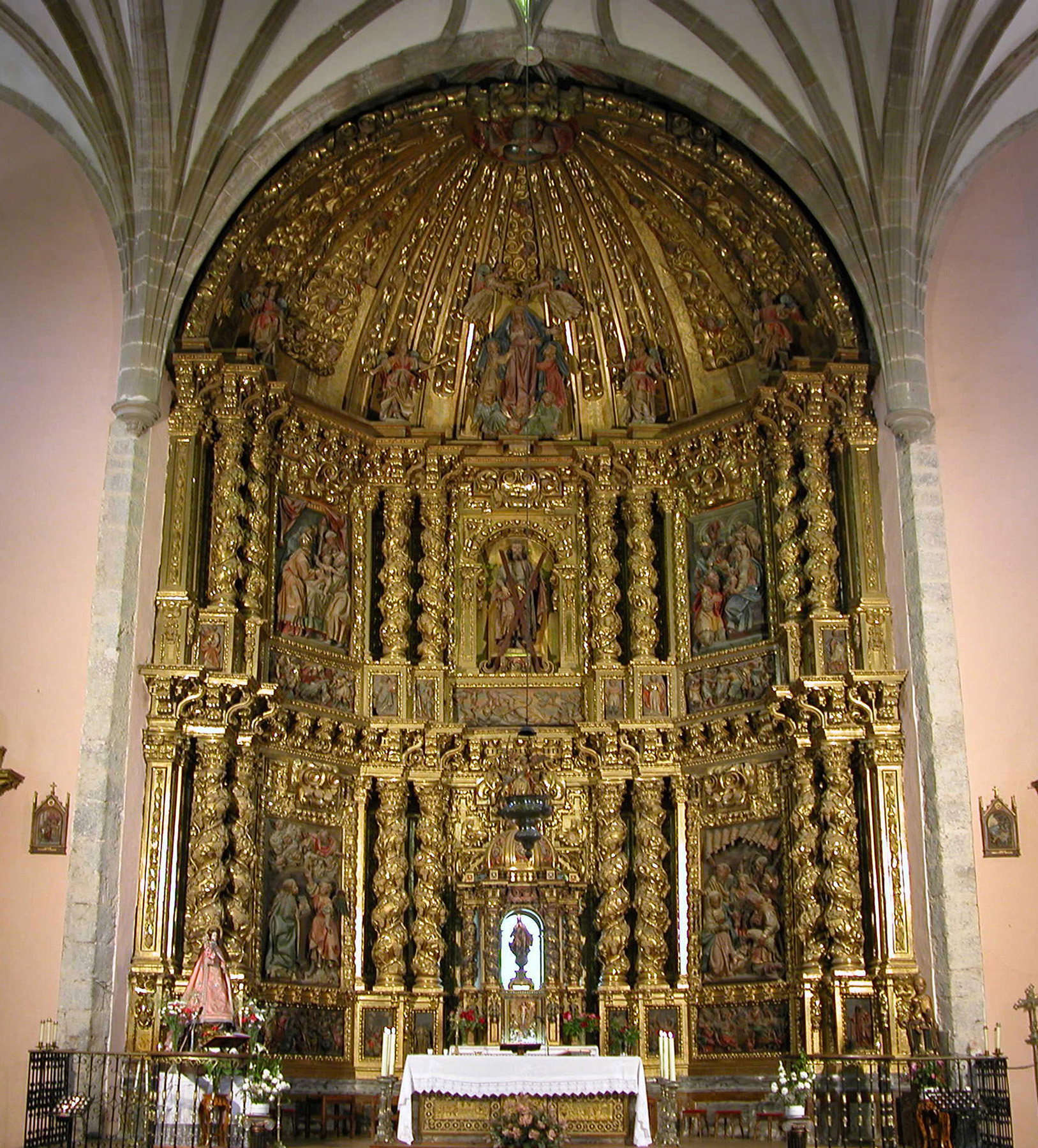
Retablo mayor y bóvedas góticas

- Retablo del Santo Cristo:  Se encuentra en el segundo tramo de la nave de la Epístola. Es un retablo con banco de urna, cuerpo y ático. Con columnas salomónicas de uvas, angelitos y estípites, barroco de comienzos del XVIII. Este retablo contiene la imagen del  Cristo Yacente , manierista de la segunda mitad del XVI; el  Ecce Homo de busto, romanista de comienzos del XVII; Crucifijo titular manierista de mediados del XVI; Apóstol sedente, barroco del XVII. En la mesa del altar, Crucifijo de bronce sobredorado; cruz de madera forrada de concha; cantoneras de bronce del XVII.

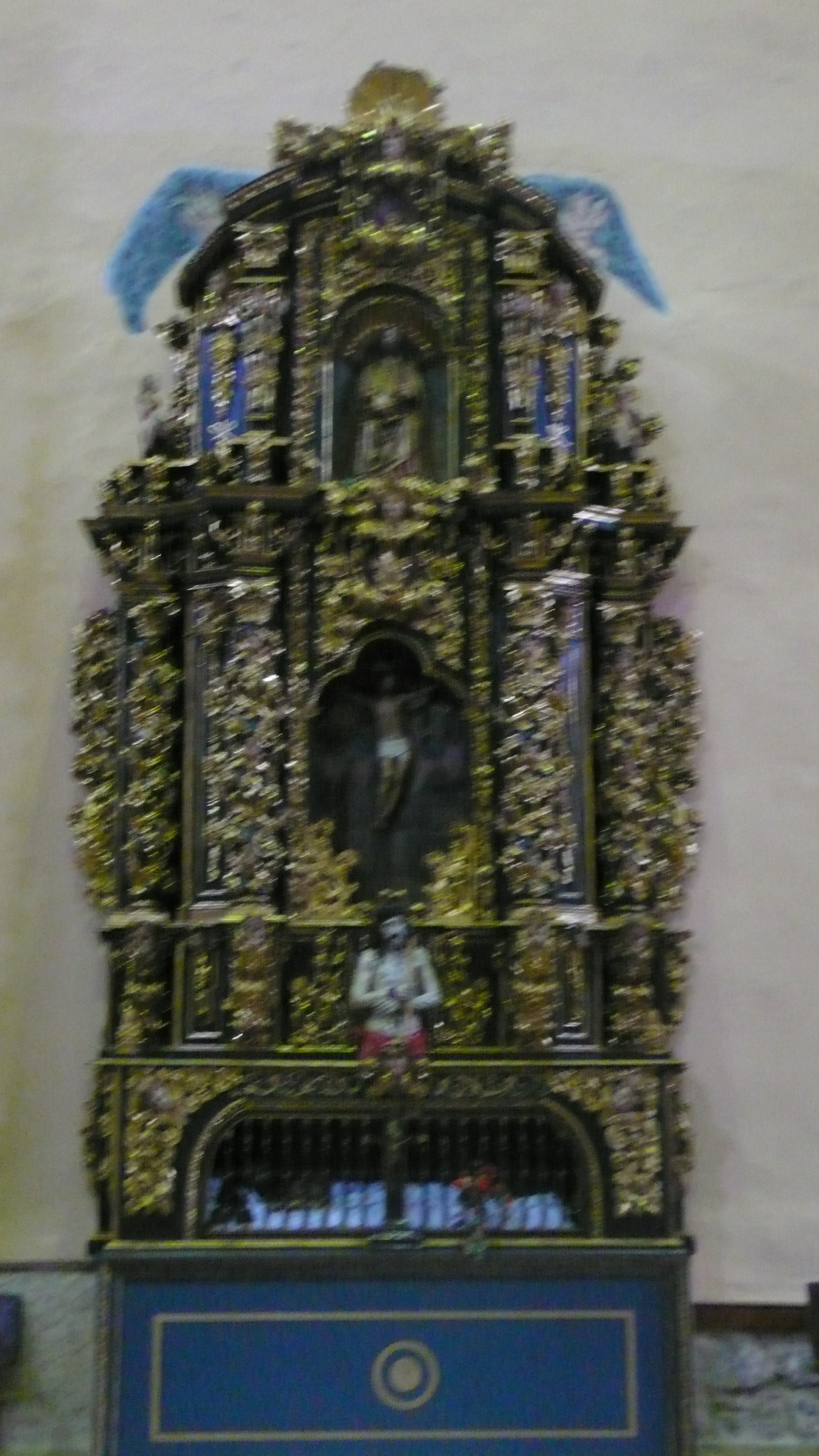
Retablo del santo cristo

- Capilla de la Virgen el Rosario: Oratorio en el primer tramo de la nave de la epístola, obra de Juan de Mendieta, que con esa advocación mariana sirvió también de tumba de Martín de Ávalos y Francisca Tomé, sus fundadores y grandes ganaderos de ovejas merinas, y de sus patronos, primero del linaje De Ávalos (contraído Dávalos, con uve o be) y a su extinción, del de Tomé. Está acotada por una reja de hierro con escudo partido por escaques de castillo y banda con aspas y cortado de cuatro barras, representativo de los apellidos del matrimonio: el del marido, parte derecha; el de la mujer, izquierda. Tiene dos inscripciones: en la barra horizontal superior, la genérica del linaje preferente y el año de su estreno sepulcral con la inhumación de Martín:"Hic spectant progenes Avalorum donec veniat resurecto eorum.1603" ("Aquí <yacen> antepasados de los Ávalos esperando a que llegue su resurrección.1603"); y en placa colgante de la barra horizontal inferior, con la identidad de los fundadores: "Martín de Avalos I Fran<cis>ca Thomé". Contiene un retablito formado por banco, cuerpo y ático, realizado por Pedro de Arburu maestro imaginero de Briones. Con tres calles, pilastras jónicas y frontón triangular, romanista de comienzos del XVII. Imagenería coetánea de arriba abajo y de izquierda a derecha, relieves de María Magdalena, Anunciación y San Antón en el banco; San Martín con el pobre, Santo Domingo de Guzmán, Virgen del Rosario, San Francisco de Asís, y Santa Catalina de Sena en cuerpo; San Pedro, Calvario y San Pablo en ático. Frontal de madera rococó de fines del siglo XVIII. Además esta capilla contiene imágenes de: Virgen y San Juan de un Calvario, rococó de la segunda mitad del XVIII, de vestir; busto de un santo de tamaño natural, barroco del XVII; dos imágenes barrocas del XVIII de papelón. Virgen de vestir, corona y rostrillo de plata y pedrería. Busto de San Felipe Neri del XVIII.[1]

- Sacristía: En la sacristía encontramos un Cáliz de plata de la primera mitad del siglo XVII, así como un Cáliz rococó, con corderos, uvas, espigas, etc., de finales del XVIII con punzones LEIBA, S/UZ y de Córdoba. También hay un Relicario de plata en templete de Magdalena, es barroco del XVIII, una Custodia de plata en sol del XVII, y un pequeño Crucifijo del XVI de plata.

- Retablo de la Virgen: En la cabecera de la nave, retablo barroco con banco, cuerpo y ático. Tres calles con columnas corintias estriadas en ondas y pilastras con frontón curvo. Fue realizado en 1666 por Diego de Ichaso. Tiene lienzos de Santa Lucía y San Gregorio en el banco, San Gregorio Magno y San Ambrosio en el cuerpo y de San Juan de la Cruz y Santa Teresa amparados por la Virgen del Carmen en el ático. Salidas de diferentes manos hacia la primera mitad del siglo XVII, la imagen titular sedente de la Virgen, romanista de finales del XVI; de San José con el Niño y de San Roque, romanistas del XVI.

- Gran Retablo Mayor: Fue construido entre 1672 y 1686 por Diego de Ichaso Eztala Urrutia, el cual aunque residía en la localidad de Santo Domingo de la Calzada, estaba casado con Magdalena Urrutia, natural de Anguiano, lo que fue una de las razones por las que se le encargó a él dicho trabajo.[2] Está constituido por banco, dos cuerpos de tres calles y ático en horno, con columnas salomónicas de estilo barroco. Toda la imaginería es obra de Pedro de Oquerruri, entre 1678 y 1686. El dorado del retablo se efectuó en 1769. De abajo hacia arriba, y de izquierda a derecha hay en el banco: relieves de la Caridad, San Lorenzo, San Lucas, San Pedro Mártir, San Esteban, San Mateo, San Juan, Descendimiento, San Marcos, La Piedad, San Blas, San Jerónimo, Lavatorio y la Sagrada Cena. En el primer cuerpo: Anunciación y la Natividad, y en su zócalo Camino del Calvario, Magdalena y Prendimiento, San Celedonio, Santo Domingo de la Calzada, San Antonio de Padua, San Emeterio, San Francisco y Santa Lucía, además de Cuatro Virtudes en los plintos. En el segundo cuerpo: La Circuncisión y la Epifanía. En el centro la imagen titular de San Andrés. En el ático: encontramos la imagen de la Asunción con cuatro ángeles y Padre Eterno. Por último el Sagrario es un templete con cúpula sobre columnas salomónicas con uvas, fue trazado por Juan de Arteta en 1680, con imagen pequeña de San Miguel en el coronamiento y relieve de la Resurrección. En su interior encontramos la imagen de la Inmaculada de estilo barroco del XVII. Fuera del Altar está la Virgen de Valvanera y la imagen vestida de Santa María Magdalena.

- Retablo de la Inmaculada Concepción: En la cabecera de la nave, retablo barroco con banco, cuerpo y ático. Tres calles con columnas corintias estriadas en ondas y pilastras con frontón curvo. Fue realizado en 1666 por Diego de Ichaso. Lienzos de Santiago y Santa Águeda, así como pinturas de San Pedro, Resurrección y San Pablo en el sagrario del XVII. San Pedro y San Esteban en la parte superior y la Virgen con sus padres en el ático. De la primera mitad del siglo XVII, imagen titular de la Inmaculada Concepción, es de mediados del siglo XVII, barroca, imagen de san Sebastián clasicista; Cristo resucitado, romanista del siglo XVII.

- Capilla de García-Baquero: Está delimitada por una reja de hierro rematada con antorchas, cruz y escudo, clasicista y representativo de los apellidos Sancho y García Baquero, partido sobre cruz de Calatrava, el primero con tres bandas, el segundo de castillo de tres torres, el tercero de dos leones rampantes a árbol y el cuarto partido de trece estrellas y árbol. Además contiene una inscripción en la barra horizontal inferior, alusiva a los fundadores (grandes ganaderos trashumantes, emparentados con los García Baquero), su devoción y la fecha de realización en óvalo colgante: "Asumptionis Mariae Joanes de Sancho et Dª Mariae Moredo hoc sacelum dicant"- "Año 1638'' ("Juan de Sancho y Dª María Moredo dedican esta capilla a la Asunción de María. Año 1638"). Contiene un retablillo con una caja rococó en hornacina con esgrafiados, del segundo tercio del XVIII, con imagen de San Joaquín.[1]

- Retablo de la Dolorosa: Se encuentra en el segundo tramo de la nave del Evangelio. Es un retablillo de un cuerpo clasicista, con columnas corintias entorchadas y con estrías en zig-zag, de la segunda mitad del siglo XVII, con pequeñas pinturas tabla,-coetáneas, de la Última Cena, Cristo atado a la Columna, Cristo resucitado, Ecce-Homo y Prendimiento. Como titular del retablillo tenemos la imagen de la Dolorosa, barroca del siglo XVIII, con corona de plata y rosario de azabache, sin cruz. Además cuenta con una arqueta relicario en urna, clasicista de mediados del siglo XVII, y guardavoz barroco en el coronamiento.

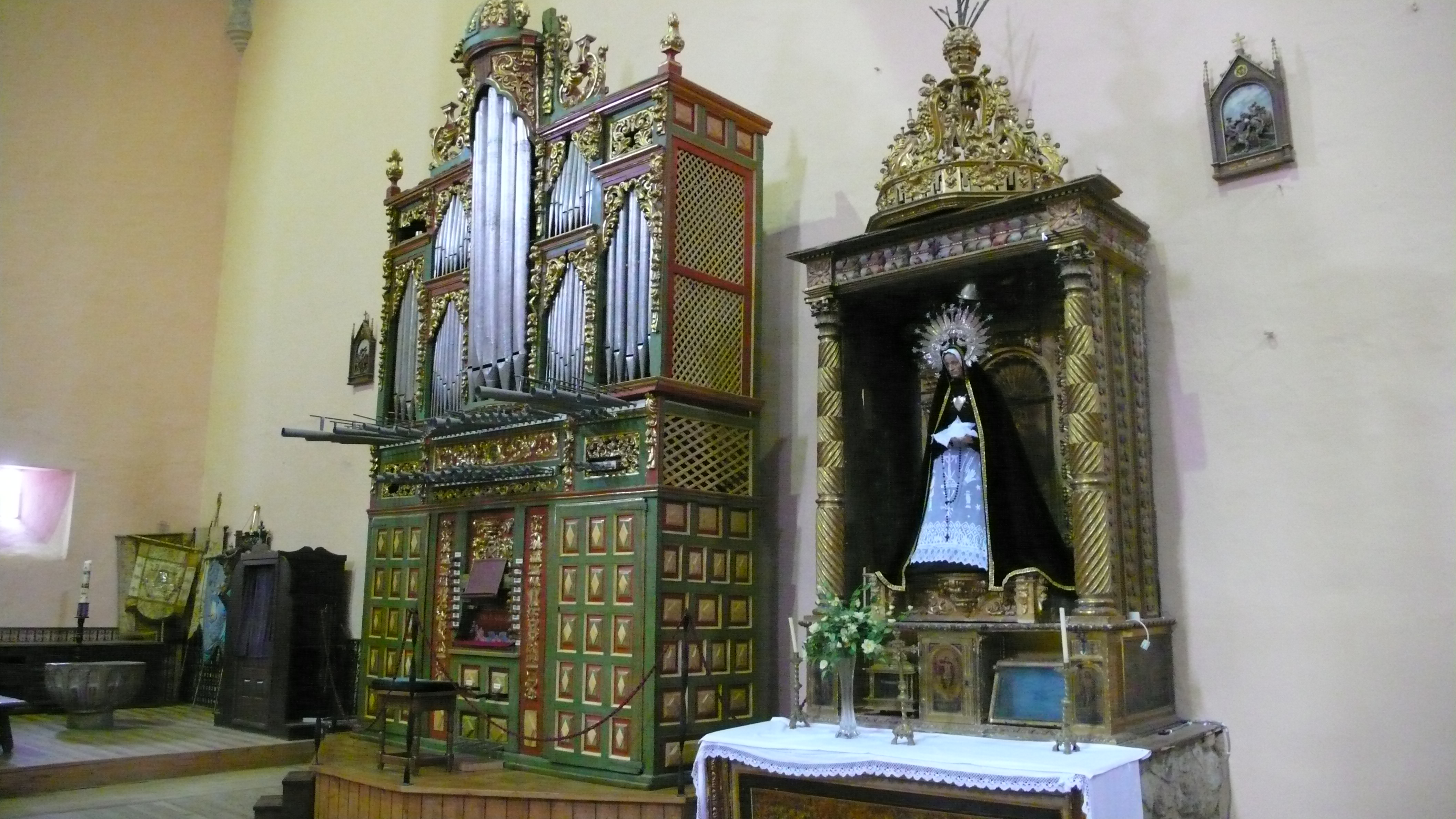
Retablo de la Dolorosa y Órgano barroco

- Coro: Actualmente situado en bajo, a los pies, con sillería realizada hacia 1700 por Ignacio Unzueta. Lienzos grandes de San Pedro y San Andrés del XVIII.

Además se cuenta con una pila bautismal gallonada de finales del XVI, y con un gran Órgano barroco de 1738 realizado por Rueda Mañeru.